# Episodi di Omnibus (seconda stagione)
La seconda stagione della serie televisiva Omnibus è stata trasmessa in anteprima negli Stati Uniti d'America dalla CBS tra il 4 ottobre 1953 e il 28 marzo 1954.
| nº | Titolo originale                 | Titolo italiano | Prima TV USA     | Prima TV Italia |
| -- | -------------------------------- | --------------- | ---------------- | --------------- |
| 1  | Glory in the Flower              |                 | 4 ottobre 1953   |                 |
| 2  | The Battler                      |                 | 11 ottobre 1953  |                 |
| 3  | King Lear                        |                 | 18 ottobre 1953  |                 |
| 4  | The Gold Dress                   |                 | 25 ottobre 1953  |                 |
| 5  | The Man of Destiny               |                 | 1º novembre 1953 |                 |
| 6  | A Jury of Her Peers              |                 | 8 novembre 1953  |                 |
| 7  | The Raspberry Queen              |                 | 15 novembre 1953 |                 |
| 8  | Toine                            |                 | 22 novembre 1953 |                 |
| 9  | The Horn Blows at Midnight       |                 | 29 novembre 1953 |                 |
| 10 | The Capital of the World         |                 | 6 dicembre 1953  |                 |
| 11 | The Nature of the Beast          |                 | 13 dicembre 1953 |                 |
| 12 | Mom and Leo                      |                 | 20 dicembre 1953 |                 |
| 13 | The Sojourner                    |                 | 27 dicembre 1953 |                 |
| 14 | Nobody's Fool                    |                 | 3 gennaio 1954   |                 |
| 15 | The Remarkable Case of Mr. Bruhl |                 | 10 gennaio 1954  |                 |
| 16 | The Duchess and the Smugs        |                 | 17 gennaio 1954  |                 |
| 17 | Nothing So Monstrous             |                 | 24 gennaio 1954  |                 |
| 18 | Sleeping Beauty in the Woods     |                 | 31 gennaio 1954  |                 |
| 19 | Comedy in Music                  |                 | 7 febbraio 1954  |                 |
| 20 | The Confidential Clerk           |                 | 14 febbraio 1954 |                 |
| 21 | A Time Out of War                |                 | 21 febbraio 1954 |                 |
| 22 | Hilde and the Turnpike           |                 | 28 febbraio 1954 |                 |
| 23 | The House                        |                 | 7 marzo 1954     |                 |
| 24 | Three Sketches                   |                 | 14 marzo 1954    |                 |
| 25 | Tell Me If It Hurts              |                 | 21 marzo 1954    |                 |
| 26 | The Apollo of Bellac             |                 | 28 marzo 1954    |                 |